# Доктор Ху (12. серијал)
Дванаести серијал британског научнофантастичног програма Доктор Ху премијерно је емитован од 1. јануара до 1. марта 2020. године. Ово је био други серијал који је водио Крис Чибнал као главни сценариста и извршни продуцент уз извршног продуцента Мета Стревенса и дванаести који је емитован након оживљавања програма 2005. и укупно тридесет осма сезона. Дванаести серијал се емитовао недељом, осим премијерне епизоде, настављајући тренд из једанаестог серијала. Пре једанаестог серијала, редовне епизоде оживљене ере обично су се емитовале суботом. Серијал је пратио специјал за Нову годину 2021, „Револуција Далека”.
Џоди Витакер се вратила за свој други серијал као Тринаести Доктор, инкарнација Доктора, ванземаљског Господара времена који путује кроз време и простор у свом ТАРДИС-у који споља изгледа као старомодна британска полицијска кутија. У серијалу су такође глумили Бредли Волш, Тосин Кол и Мандип Гил као Докторови сапутници Грејам О’Брајен, Рајан Синклер и Јасмин Кан. Серијал прати Тринаестог Доктора и њене сапутнике док се суочавају са новом инкарнацијом Господара, његовим уништењем Галифреја, повратком Џека Харкнеса, појавом непознате инкарнације Доктора, Киберљудима и тајном „Ванвременског детета”.
Десет епизода режирали су Џејми Магнус Стоун, Ли Хејвен Џоунс, Нида Манзур и Ема Саливен. Поред Чибнала који је написао четири сценарија и био ко-сценариста на још три, међу сценаристима били су Ед Хајм, Пит Мектај и Винај Пател, који су радили и на претходном серијалу, као и нови сарадници Нина Метивије, Мекин Алдертон и Шарлин Џејмс. Снимање је почело у јануару 2019, а завршено је до новембра исте године.

## Улоге

### Главне
- Џоди Витакер као Тринаести Доктор
- Бредли Волш као Грејам О’Брајен
- Тосин Кол као Рајан Синклер
- Мандип Гил као Јасмин Кан
- Џон Бароумен као Капетан Џек Харкнес (главни: специјал; гост: епизода 5)

### Епизодне
- Саша Даван као Господар (епизоде 1−2, 9−10)

## Епизоде
Дванаести серијал је имао дводелне приче први пут од десетог серијала и више од једне дводелне приче први пут од деветог серијала. „Спајфол” је био прва прича из два дела која није користила засебне наслове за своје епизоде након „Краја времена” (2009–10).
| Серијал |    |                            |                    |                            |                   |      |
| 156 | 1  | „Спајфол, 1. део”          | Џејми Магнус Стоун | Крис Чибнал                | 1. јануар 2020.   | 6,89 |
| Ц позива Доктора, Јасмин, Грејама и Рајана у MI6 да истраже мистериозне смрти. Њихов једини траг је Данијел Бартон, извршни директор једне медијске компаније. Доктор контактира агента О, који је имао задатак да надгледа ванземаљске активности. Ванземаљац Касавин убија Ц-а, а Доктор и њени сапутници беже. Јасмин и Рајан истражују Бартона, који их позива на своју рођенданску забаву. Грејам и Доктор проналазе О-а у аустралијској дивљини. Обе групе наилазе на Касавине, иако је Доктор успела да ухвати једног од њих, откривајући њихове непријатељске намере. Док се шуњала у Бартонов штаб са Рајаном, Јасмин је заробио Касавин, а Докторов заробљени Касавин се ослобађа тако што се замењује Јасмин. Уз О-а, њих четворо истражују Бартона на његовој забави. Након што га Доктор разоткрије, Бартон покушава да побегне, па Доктор и њени сапутници крену у потеру на моторима до Бартоновог приватног авиона. Скачући у авион, О открива да је он заправо Господар – као и да је све време контролисао Бартона и Касавине. Бомба експлодира, а Господар бежи док Доктора хвата један од ванземаљаца, остављајући њене сапутнике у авиону који пада. |    |                            |                    |                            |                   |      |
| 157 | 2  | „Спајфол, 2. део”          | Ли Хејвен Џоунс    | Крис Чибнал                | 5. јануар 2020.   | 6,07 |
| У димензији ванземаљаца, Доктор упознаје Ејду Лавлејс и обе су пребачене у 1834. годину. Доктор призива Касавина, надајући се да ће је то вратити у 21. век, али јој се Ејда изненада придружује. У садашњости, Рајан открива како да безбедно спусти авион након што пронађе снимак Доктора, али Бартон жигоше сапутнике као бегунце. Доктор и Ејда случајно слете у Париз током Другог светског рата, али их спасава Нур Инајат Кан. Господар прати Доктора прерушен у нацисту, иако је она организовала њихов састанак. Господар тврди да је Галифреј уништен пре него што га Доктор разоткрије нацистима и побегао са Ејдом и Нур у садашњост у Господаревом ТАРДИС-у. Бартон говори на конференцији, откривајући да ће Касавини преправити ДНК човечанства. Господар долази да види како се уређај активира, али не успева. Доктор излаже Господареве махинације Касавинима, провоцирајући их да га понесу са собом док су приморани да се врате у своју димензију. Доктор посећује уништени Галифреј да потврди Господареву тврдњу и сазнаје из његовог снимка да су њихови животи засновани на лажима. |    |                            |                    |                            |                   |      |
| 158 | 3  | „Сироче 55”                | Ли Хејвен Џоунс    | Ед Хајм                    | 12. јануар 2020.  | 5,38 |
| Доктор, Рајан, Јасмин и Грејам долазе у Мирну бању, одмориште изграђено у куполи на пустом ненасељивом свету. У почетку наизглед мирно, одмориште брзо преплављују Талози, хуманоидна чудовишта, због намерног прекида у безбедносним системима. Неколико гостију и радника одморишта је убијено пре него што Доктор поново успостави безбедносна поља. Преживели напуштају куполу како би спасили преживелог колегу, али Талози их доводе у замку и они се повлаче у тунел да би се вратили у одмориште. Једна од гостију, Бела, открива да је намерно пореметила безбедносно поље као освету својој мајци Кејн, која је изградила Мирну бању и игнорисала је у детињству. Доктор открива да је планета сирочад заправо Земља након година климатских промена и рата, а Талози су мутирани преживели људи. Кејн и Бела се жртвују да униште одмориште и заштите остале док их Доктор безбедно транспортује на њихове првобитне планете. |    |                            |                    |                            |                   |      |
| 159 | 4  | „Ноћ страве Николе Тесле”  | Нида Мазур         | Нина Метивије              | 19. јануар 2020.  | 5,20 |
| Године 1903. Никола Тесла ради на свом систему бежичног преноса енергије. Наилази на плутајућу куглу и бежи док прилика у плашту пуца на њега. Доктор стиже и они беже у воз који се упутио ка Њујорку, где затичу демонстранте који чекају испред Теслине лабораторије, верујући у клевете о Тесли које је ширио Томас Едисон. Доктор, Грејам и Рајан посећују Едисонову радионицу. Прилика у плашту стиже у Едисонову лабораторију и прогони Едисона. Доктор покушава да упозори Теслу и Јасмин да се врате у његову лабораторију, али су ухваћени и превезени на невидљиви ванземаљски брод, који припада краљици Скитре, ванземаљцу налик шкорпиону, који тражи помоћ да га поправи. Докторка транспортује себе, Теслу и Јасмин назад у Теслину лабораторију. Краљица одбија да оде, претећи да ће уништити Земљу ако се Тесла не преда. Тесла и Доктор повезују ТАРДИС како би помогли у напајању Теслиног Варденклифског торња која се активира, гађајући електричним вијцима кроз брод, присиљавајући га да напусти Земљу. Јасмин сазнаје да ће Теслина будућа репутација остати непромењена упркос недавним догађајима. |    |                            |                    |                            |                   |      |
| 160 | 5  | „Бегунац од Џадуна”        | Нида Мазур         | Винај Пател и Крис Чибнал  | 26. јануар 2020.  | 5,57 |
| Џадуни траже бегунца у Глостеру. Доктор испитује Лија и Рут Клејтон, брачни пар. Грејам, Рајан и Јасмин се транспортују до свемирског брода којим управља Џек Харкнес. Ли се предаје и убија га Гат, послодавац Џадуна, јер је био Рутин саучесник. Када Џадуни окруже Доктора и Рут, Рут их покорава изненадном необјашњивом моћи. Лијева порука покреће Рутина сећања, што их води до светионика. У немогућности да телепортује Доктора, Харкнес даје пратиоцима поруку из будућности и приморан је да се телепортује, враћајући их у Глостер. Рут проналази кутију за аларм напољу, разбија је и обузима је енергија. Доктор открива закопани ТАРДИС за коју Рут тврди да је њен, представљајући се као Доктор. У Рутином ТАРДИС-у, Доктор и Рут откривају да се ниједна од њих не сећа друге. Рут је једном радила за Гат и сакрила је свој идентитет камелеонским луком. ТАРДИС је доведен на брод Џадуна. По наређењу да врати Рут на Галифреј, Гат показује Доктору визију уништеног Галифреја. Гат пуца у Рут, али пиштољ убија њу. Рут враћа Доктора у Глостер. Мистерија две Докторке остаје неразјашњена. |    |                            |                    |                            |                   |      |
| 161 | 6  | „Праксеј”                  | Џејми Магнус Стоун | Пит Мектај и Крис Чибнал   | 2. фебруар 2020.  | 5,22 |
| Доктор и њени сапутници истражују бактерију која покрива људска тела кристалном супстанцом пре него што се распадну. Уз помоћ бившег полицајца Џејка, блогерке Габријеле и медицинске истраживачице Сукија, они проналазе Џејковог супруга Адама у раној фази инфекције и одводе га у Сукину лабораторију да га процене док Јасмин и Габријела истражују локацију на којој су на крају пронашли Џејка, налазећи телепорт на ванземаљску локацију. Доктор утврђује да је бактерија привучена микропластиком. Суки открива да је из ванземаљске расе коју је уништила ова бактерија коју су назвали Праксеј и да је дошла на Земљу да је даље процени за лек. Док Доктор проналази лек за људе, користећи га на вољном Адаму да га тестира, не може спречити Праксеја да утиче на Суки и убрзо је распада. Путујући до Јасминине локације, откривају да се налазе испод ђубрета у Индијском океану где се налази Сукин брод. Они пуне бродске резерве противотровом и постављају брод на самоуништење у атмосфери да би га распршили, али Џејк добровољно управља бродом када се аутопилот поквари. Доктор материјализује ТАРДИС око Џејка, спасавајући га неколико тренутака пре експлозије. Пошто је Праксеј заустављен, Доктор предлаже Џејку, Адаму и Габријели да заједно путују светом. |    |                            |                    |                            |                   |      |
| 162 | 7  | „Да ли ме чујеш?”          | Ема Саливен        | Шарлин Џоунс и Крис Чибнал | 9. фебруар 2020.  | 4,90 |
| Доктор враћа своје сапутнике кући, где истовремено почињу да доживљавају натприродне догађаје. Грејам види визије затворене девојке која му говори да је пронађе, Рајан види мистериозну фигуру због које његов пријатељ нестаје, а Јасмин међу сећањима на своју прошлост види непознату жену. Доктор, који је још увек у ТАРДИС-у, прима сигнал из Алепа из 14. века где упознаје младу жену по имену Тахира, која има ментално стање. Пратећи своја чудна искуства, сапутници контактирају Доктора, користећи Грејамове визије да прате извор ноћних мора са ТАРДИС-ом. Воде их до брода у будућности којим управља Зелин, који тврди да је бесмртан и свемоћан. Након што је избацио сапутнике и Тахиру из акције, Зелин користи Докторине инстинкте да ослободи заточену девојку, Ракају, још једно бесмртно биће попут њега, које се храни њиховим сновима. Доктор на превару врати Зелина и Ракају назад у затвор. |    |                            |                    |                            |                   |      |
| 163 | 8  | „Проклетство виле Диодати” | Ема Саливен        | Мекмин Алдертон            | 16. фебруар 2020. | 5,07 |
| Доктор води своје сапутнике у 1816. годину у вилу Диодати на Женевском језеру да би сведочили подстреку Мери Шели да напише Франкенштајна. Међутим, открили су да је вила наизглед уклета, а Мерин будући муж Перси Шели је нестао. Појављује се спектрална фигура и открива се као Киберчовек по имену Ашад који тражи нестали Киберијум, сакупљено знање Киберљуди. Доктор налази Персија, откривајући да је пронашао Киберијум раније и да је полудео од њега, а Киберијум ствара уклете слике како би спречио своје откривање. Упркос томе што је знала за Џеково претходно упозорење на усамљеног Киберчовека, Доктор извлачи Киберијум из Персија и под претњом га даје Ашаду, који се враћа у будућност. Доктор и њени сапутници иду у потеру, док је Мери била инспирисана Ашадом, „овим модерним Прометејом”, да напише причу. |    |                            |                    |                            |                   |      |
| 164 | 9  | „Вазнесење Киберљуди”      | Џејми Магнус Стоун | Крис Чибнал                | 23. фебруар 2020. | 4,99 |
| Доктор и сапутници стижу на последњу испоставу човечанства у далекој будућности, на време да их заштите од нападачког таласа киберљудских дронова, иако су неки људи убијени. Доктор наводи Грејама и Јасмин да одведу остале у њиховом броду на сигурно, док она, Рајан и Итан, један од преживелих, путују на Ко Шармус, познат као последња нада човечанства. Откривају да је Ко Шармус особа која ради као „скелеџија” за друге људе да би побегли кроз портал на другу страну универзума ради безбедности. На броду људи пролазе кроз бојно поље са остацима мртвих Киберљуди и укрцавају се на наизглед напуштени Кибер-носач. Међутим, прекасно откривају да су стигли Ашад и група Кибер-ратника, који су од тада заузели контролну палубу и усмерили брод према Доктору, и пробудили остале Киберљуде у застоју. Јасмин контактира Доктора о њиховом скором доласку, баш када Ко Шармус отвара портал. Открива се да је портал нова локација рушевина Галифреја, на велико Докторино изненађење. Господар ускаче и каже Доктору да треба да се плаши јер ће се све заувек променити. |    |                            |                    |                            |                   |      |
| 165 | 10 | „Ванвременска деца”        | Џејми Магнус Стоун | Крис Чибнал                | 1. март 2020.     | 4,69 |
| Господар насилно телепортује Доктора на Галифреј, где је затвара у Матриксу. Док је у Матриксу, Господар открива да је Доктор била девојчица сироче из друге димензије коју је нашла и на којој је експериментисала Шобоган жена по имену Тектеун. После много година, Тектеун на крају открива како се дете може регенерисати и тако довести до стварања Господара времена. У међувремену, Господар контактира Ашада да одведе Киберљуде до Галифреја, али схвата да не може да има Киберијум ако је Ашад жив, што га наводи да смањи Ашада и апсорбује Киберијум. Затим користи Киберијум да претвори мртве Господаре времена у Киберљуде, које назвива „Кибергосподари”. Јасмин и Грејам се безбедно удружују са Рајаном и осталима, а затим прате Киберљуде до Галифреја. Рут помаже Доктору да побегне из Матрикса преносећи своја стара и нова сећања. Вративши се у одају, Доктор планира да детонира честицу смрти из Ашадових остатака како би зауставила Господара, али Ко Шармус долази и заузима њено место као његова покора како би Доктор могла да побегне, детонирајући честицу у својим последњим тренуцима. Пре него што је детонирао, Господар је наредио Кибергосподарима да га прате негде другде. Сапутници се враћају на Земљу у ТАРДИС-у прерушеном у кућу и Доктор се враћа у свој ТАРДИС. Изненада, један Џадун се појављује да ухапси Доктора и одведе је у удаљени затвор негде другде у свемиру. |    |                            |                    |                            |                   |      |
| Специјал |    |                            |                    |                            |                   |      |
| 166 | —  | „Револуција Далека”        | Ли Хејвен Џоунс    | Крис Чибнал                | 1. јануар 2021.   | 6,36 |
| Оклоп извиђачког Далека пресреће Џек Робертсон који је финансирао одбрамбени дрон. Грејам и Рајан се састају у прерушеном ТАРДИС-у где Јасмин покушава да пронађе Доктора. Грејам јој показује снимак одбрамбеног дрона и они се суочавају са Робертсоном. Џо Патерсон, за коју се предвиђа да ће бити изабрана за премијерку, тражи од Робертсона да повећа производњу дронова. Научник Лео открива органске ћелије у остацима Далека и клонира ћелије у створење које бежи и преузима контролу над Леом. Лео путује у Осаку у Јапану где се узгајају клонови Далека. Доктор је затворена већ неколико деценија и наилази на Џека Харкнеса који је ослобађа. Поново се придружују њеним сапутницима. Џек и Јасмин истражују објекат док се Доктор, Грејам и Рајан суочавају са Робертсоном. Далек открива свој план да преузме Земљу. Користећи ултраљубичасто светло, клонови Далека се транспортују у одбрамбене дронове. Доктор шаље сигнал далечком одреду смрти, који елиминише извиђачке Далеке. Роберстон склапа савез са Далецима. Џек, Грејам и Рајан постављају експлозив на брод Далека. Доктор превари Далеке у други ТАРДИС где треба да буде транспортован у Празнину и уништени. Рајан и Грејам одлучују да остану на Земљи. |    |                            |                    |                            |                   |      |

## Избор глумаца
Овај серијал је други у ком се појављује Џоди Витакер као Тринаести Доктор. Бредли Волш, Тосин Кол и Мандип Гил такође понављају своје улоге Грејама О’Брајена, Рајана Синклера и Јасмин Кан.
Стивен Фрај и Лени Хенри појавили су се у дводелној премијерној епизоди „Спајфол”. Доминик Мајер и Дарон Мајер су глумили агенте Браунинга и Сисеја у епизодама „Спајфол”. Саша Даван се појавио ненајављено у епизоди „Спајфол, 1. део”, а на крају епизоде откривено је да је Господар. Аурора Мерион је тумачила Нур Инаjат Кан у епизоди „Спајфол, 2. део”. Џејмс Бакли се појавио у епизоди „Сироче 55” као Неви. Лора Фрејзер се такође појавила у епизоди „Сироче 55” као Кејн, уз Џулију Фостер у улози Вилме. Горан Вишњић и Роберт Гленистер су глумили Николу Теслу и Томаса Едисона респективно, који се појављују и у „Ноћи страве Николе Тесле”. Анџли Мохиндра која је раније глумила Рани Чандру у спиноф серији Пустоловине Саре Џејн играла је краљицу Скитру у „Ноћи страве Николе Тесле”.
Џон Бароумен се вратио својој улози Џека Харкнеса у „Бегунцу од Џадуна” и такође у „Револуцији Далека”. Ово је било његово прво појављивање у серији од специјала „Крај времена − Други део” из 2010. године. Џо Мартин се појавила као раније непозната инкарнација Доктора користећи псеудоним „Рут Клејтон” у „Бегунцу од Џадуна”. Нил Стук се такође појавио у „Бегунцу од Џадуна”, а Николас Бригс је дао глас Џадуну. Моли Харис се појавила као Суки Ченг у „Праксеју”. Ворен Браун је такође добио улогу у тој епизоди.
Шерон Д. Кларк понавља своју улогу Грејамове покојне супруге Грејс у епизоди „Да ли ме чујеш?”. Максим Болдри се појавио у улози др Џона Полидорија у „Проклетству виле Диодати”. Џејкоб Колинс-Леви се такође појавио као лорд Бајрон у истој епизоди. Џули Грејам, Ијан Меклини и Стив Тусен гостовали су у дводелној завршници „Вазнесење Киберљуди” / „Ванременска деца”.
У 355. издању часописа SFX, потврђено је да ће се у „Револуција Далека” последње пут појавити Волш и Кол, да ће се Крис Нот вратити као Џек Робертсон из „Арахнида у Уједињеном Краљевству” (2018) и да је Харијет Волтер добила неку улогу.

## Продукција

### Развој
У априлу 2015. Стивен Мофат је потврдио да ће се Доктор Ху емитовати још најмање пет година, продужавајући серију до 2020. године. У мају 2017. објављено је да је због услова уговора између BBC Worldwide-а и SMG Pictures-а из Кине, SMG има прво право одбијања куповине за кинеско тржиште будућих серијала програма закључно са 15. серијалом.
Крис Чибнал се вратио као директор серије, улогу коју је преузео након одласка Стивена Мофата после десетог серијала. Мет Стревенс се такође вратио да служи као извршни продуцент заједно са Чибналом.

### Писање
Ед Хајм (који је написао претпоследњу епизоду претходног серијала) написао је „Сироче 55”. Нина Метивије, која је била уредница сценарија у претходном серијалу, такође је написала „Ноћ страве Николе Тесле”. У новембру 2019. часопис Доктор Ху је открио сценаристе за дванаести серијал, међу којима су били Винај Пател, Пит Мектај, Мекин Алдертон и Шарлин Џејмс, као и Хајм, Метивијеова и Чибнал. Чибнал је написао четири епизоде и био је ко-сценариста на још три. У чланку за Radio Times, Чибнал је потврдио да ће у дванаестом серијалу поново бити дводелних прича.

### Промена дизајна
Дванаести серијал је увео промене у дизајн ТАРДИС-а, а међу разликама су измењени стуб изнад временског ротора, ажурирани пут од ТАРДИС-ових врата, додавање степеница и измене на централној конзоли. Ове промене је увео сценоград Дафид Шармер. Неке епизоде садрже хладне почетке који су доследно коришћени у оживљеној ери, али су у потпуности изостали у једанаестом серијалу.

### Снимање
Костимограф Реј Холман је навео да је дванаести серијал био у претпродукцији у новембру 2018. године. До 17. новембра, BBC је потврдио да је почео са продукцијом 12. серијала. Џејми Магнус Стоун, који је претходно режирао мини-епизоду поводом педесетогодишњице „Последњи дан”, режирао је први блок који се састојао од прве и шесте епизоде серијала. Ли Хејвен Џоунс је режирао другу и трећу епизоду у другом блоку. Нида Манзур режирала је трећи блок, који су чинили четврта и пета епизода. Ема Саливен је режирала четврти блок, који су чинили седма и осма епизода. Стоун је режирао пети блок, који су чинили девета и десета епизода.
Снимање је почело 23. јануара 2019. у Јужноафричкој Републици и завршено је 7. фебруара; локације снимања укључивале су Западни Кејп, Хоупфилд, планину Лавља глава и Споменик африканерском језику. Серијал је такође сниман у Кардифу и остатку Велса између фебруара и октобра 2019. године. Још неке локације снимања укључивале су Тенерифе, Глостер и Мертир Мор. Снимање је завршено до 19. новембра 2019. године.
Новогодишњи специјал из 2021, „Револуција Далека”, снимио је Ли Хејвен Џоунс. У априлу 2020. Чибнал је потврдио да је постпродукција на „Револуцији Далека” настављена на даљину током пандемије ковида 19.

### Музика
Сегун Акинола се вратио да компонује за дванаести серијал.

## Издања

### Промоција
Постер за дванаести серијал објављен је 21. новембра 2019. године. Први трејлер за серијал објављен је 23. новембра 2019, што се поклопило са педесет шестом годишњицом програма. Још један трејлер је објављен 2. децембра 2019. заједно са вестима о датуму премијере серијала. Forbidden Planet је сваке недеље објављивао мајице са темама које су одговарале епизоди 12. серијала која је емитована те недеље. Два нова трејлера су објављена усред серијала 20. јануара и 7. фебруара 2020. године.

### Емитовање
је након завршнице једанаестог серијала потврдио да ће дванаести серијал бити премијерно приказан „веома рано” 2020. године. BBC је 2. децембра 2019. потврдио да је премијера серијала заказана за 1. јануар 2020. и да ће се емитовати до 1. марта исте године. Дванаести серијал се емитовао недељом, с изузетком премијерне епизоде која је емитована у среду, настављајући са форматом једанаестог серијала, након што су раније редовне епизоде оживљене ере емитоване суботом.
Дводелна епизода „Спајфол” објављена је у биоскопима у Сједињеним Државама 5. јануара 2020. године. Серијал је пратио новогодишњи специјал за 2021. годину, „Револуција Далека”.

### Кућна издања
Дванаести серијал је објављен 4. маја 2020. у Региону 2 и укључивао је специјал „Резолуција” из 2019. у комплету.

## Пријем

### Рејтинзи
Серијал је остварио најниже рејтинге од оживљавања серије 2005. године, садржавши шест од десет најмање гледаних епизода серије. Просечна бројка гледаности овог серијала била је 5,40 милиона гледалаца у Уједињеном Краљевству. Завршница серијала била је најмање гледана епизода серије од 2005. године, са 4,69 милиона гледалаца. Нилсенова оцена гледаности на каналу BBC America за кључну демографску категорију, људе од 18 до 34 године, опала је за 52,5% у поређењу са претходним серијалом, на 0,13.

### Критички пријем
Дванаести серијал Доктора Хуа добио је позитивне рецензије критичара. Серијал има рејтинг одобравања од 78% на сајту за прикупљање рецензија Rotten Tomatoes, са просечном оценом 6,55/10, на основу 179 критика. Консензус сајта гласи: „Дванаести серијал Доктора Хуа додаје добродошле нијансе Доктору Џоди Витакер и неке застрашујуће нове слојеве хорора неким од најстрашнијих зликоваца у серији.” На сајту Metacritic серијал има пондерисану просечну оцену од 80 од 100, на основу 4 рецензије премијере серијала, што указује на „генерално повољне критике”.